# 劉文瑞
劉文瑞（1470年—？），字廷麟，廣東廣州府新會縣人，民籍，明朝政治人物。

## 生平
弘治八年（1495年）乙卯科廣東鄉試六十七名舉人。正德六年（1511年）中式辛未科會試第一百五十七名，登第三甲第十五名進士。官行人司行人。占城请封，当遣使，推择文瑞以往。事竣，正德十一月（1516年）十月擢刑科给事中。后武宗时，屡出巡游。文瑞抗疏请回銮，数千言，不报。十五年六月升湖广佥事，抵家卒。文瑞为人慷慨，不计嬴乏。卒之日，敛葬不给，乡人贤之。

## 家族
曾祖劉真宗；祖父劉寬；父劉頌，曾任教授。母李氏。慈侍下。